# Daniel Lavalade
Daniel Lavalade, né le 23 février 1890 à Tours et mort le 10 octobre 1965 à Paris, est un coureur cycliste français, spécialiste du demi-fond. Il participe à Paris-Tours en 1908.
Il s'est marié avec la sœur d'un stayer Julien Rudolphe. Leur fils, Georges Lavalade fut 3e du championnat de France de demi-fond 1958. Pierre Pierrard fut son directeur sportif.
Pendant la Première Guerre mondiale, il est cycliste au 28e régiment d'infanterie, il est cité à l'ordre du jour pour avoir, avec trois de ses camarades, défendu héroïquement le passage d'un pont et avoir réussi à maintenir l'ennemi jusqu'à l'arrivée de renforts.
Le 28 septembre 1914, les soldats du 28e régiment d'infanterie font prisonnier le coureur allemand  Otto Meyer à Villers-Franqueux, qui demande à voir Lavalade,.
Il a été le « pacemaker » (entraîneur) des stayers François Vallée, Léon Parisot et Aimé Constant.

## Palmarès
- 1910

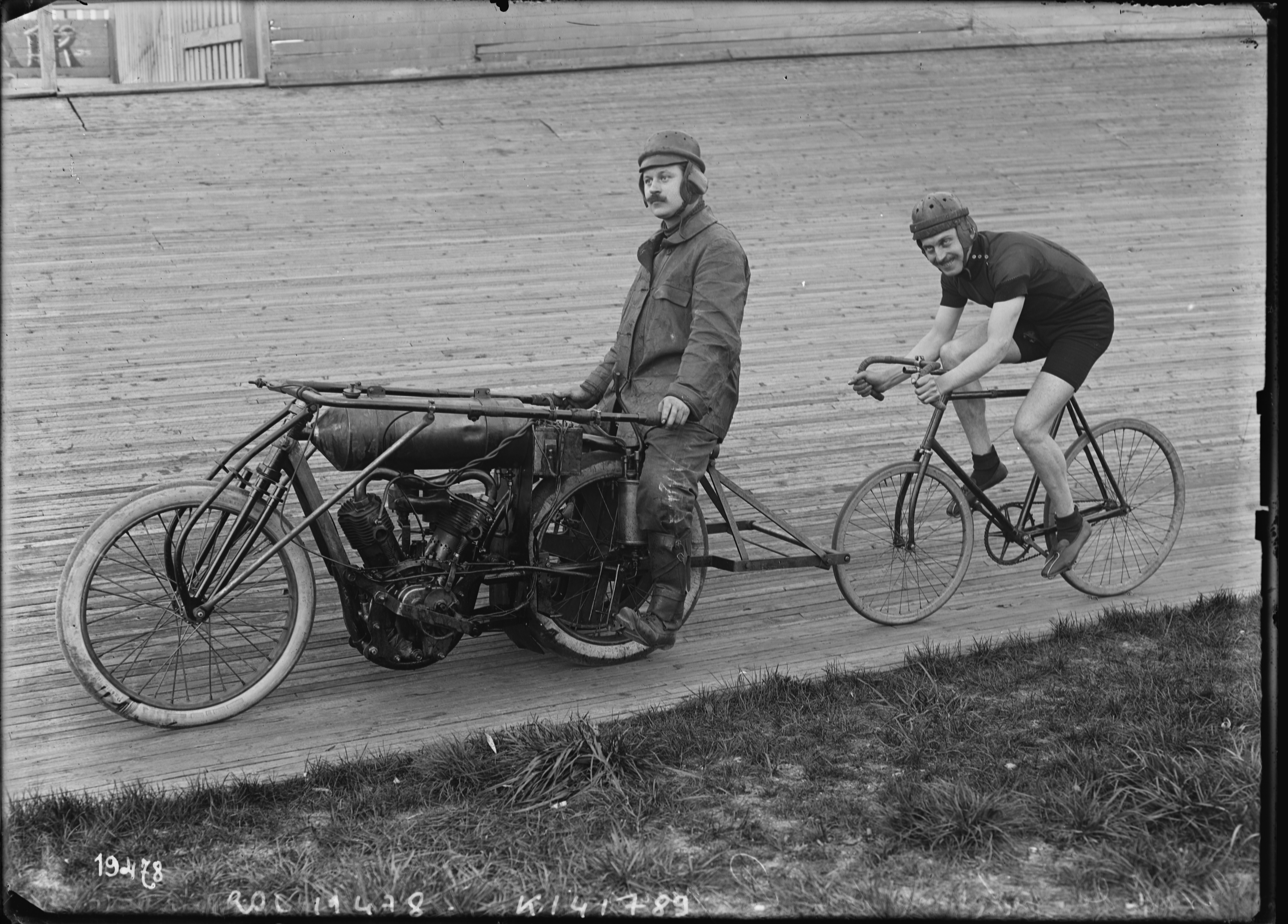
Lavalade entraîné par Arthur Pasquier, 1912

  - Course de demi-fond sur 15 kilomètres, Vélodrome Buffalo, 12 juin 1910.

- 1911
  -  Médaillé de bronze du championnat de France de demi-fond.
  - Finaliste de la Roue d'Or de Buffalo

- 1912
  -  Médaillé de bronze du championnat de France de demi-fond.
  - Grand Prix d’Anvers

- 1913
  -  Médaillé d'argent du championnat de France de demi-fond.